# عباس‌آباد (رفسنجان)
عباس‌آباد یک روستا در ایران است که در دهستان بهرمان شهرستان رفسنجان واقع شده‌است.